# Codha
La Codha est une coopérative d'habitation fondée en 1994 à Genève,,. Elle développe des projets sur le territoire du canton de Genève, la Côte, Lausanne et la Haute-Savoie,.
La coopérative est sans but lucratif et son objectif est de fournir des logements associatifs autogérés à loyer moins élevé. Depuis les années 2010, elle développe des projets écoquartiers